# 陈希仲
陈希仲（1909年—1995年），福建厦门人，中华人民共和国政治人物，福建省政协原副主席，第三、四届全国政协委员，第五、六、七、八届全国人大代表。